# Castropola
Hrabata Castropolové (původně Sergiové, později Polové) jsou prastará istrijská šlechtická rodina, odvolávající se ve svém původu na římský patricijský rod Sergiů. Později se rodina přesunula z Istrie do italského Trevisa, Milána a Svaté říše římské. 5. srpna roku 1819 bylo Antonovi di Pola potvrzeno císařem Františkem I. šlechtictví města Treviso, což ho opravňovalo k užívání šlechtického titulu na území rakouského císařství.

## Historie

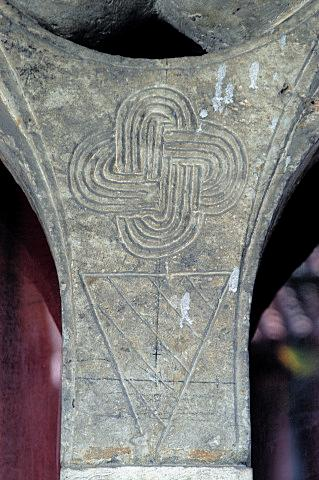
Znak rodu ze 13. stol.

První zmínka o rodině pochází z roku 990. Rodina se však odvolává na římský patricijský rod Sergiů. Sledovatelný rodokmen začíná roku 1180, kdy obdržel z rukou pulského biskupa úřad výběrčího daní Bonifacio Sergi. Ten měl tři syny, dva z nich založili dvě hlavní linie rodu – istrijskou (Galvano) a trevízskou (Nascinguerra I.). Skutečný rozmach rodu nastal roku 1265, když byl Monfiorito dei Sergi, syn Galvana, ustanoven gorickými hrabaty vikářem (zástupcem panovníka) v Istrii.

### Rok 1271
V tomto roce nastal další zlom. V sídelním městě rodiny Pule usilovaly o nadvládu dvě mocenské skupiny. Skupina demokratů byla vedena rodinou Jonatasi, skupina prosazující autoritářský přístup zase rodinou Sergiů. A právě této skupině se podařilo strhnout na sebe moc nad městem. Rodina Sergiů se přestěhovala ze svého paláce do silně opevněného hradu v Pule. Z tohoto důvodu si změnila jméno na Castropola (z lat. Castrum Polae). K tomuto roku se váže též romantická legenda, která jen vzdáleně odpovídá pravdě. A sice, že nespokojená rodina Jonatasi se nehodlala smířit s prohrou a v čele vzbouřenců napadla na Velký Pátek průvod s Božím tělem a vybila všechny příslušníky rodu Castropolů, až na malého chlapce, kterého se podařilo jednomu sluhovi zachránit a odnést ho do kostela svatého Františka v Pule, kde ho převzali tamní mniši, kteří ho ukryli na jedno z odlehlých panství rodiny a takto zachránili rod před vymřením. Tato legenda je však pravdivá jen částečně – k útoku skutečně došlo, ale hlavní představitelé rodu unikli, a tak tento útok nedosáhl žádného výraznějšího úspěchu. Pravdou však je, že od této doby byli Castropolové k řádu svatého Františka neobvykle štědří.
Roku 1285 vystřídal Monfiorita v úřadu jeho bratr Nascinguerra II., jenž byl pasován na rytíře a jehož syn Matteo byl od roku 1280 pulským biskupem. Roku 1294 se podstatně rozšířily pravomoci rodiny, která se tak měla stát jakousi brzdou stále sílícího benátského vlivu v Istrii. Proto byla posilována i majetková stránka rodiny, která se záhy stala jednou z nejbohatších a nejmocnějších rodin Istrie. Ovládala mimo jiné hrady, vily a panství v Pule, Dignanu, Valle, San Vincenti, Due Castelli, Torre del Borasu a ostrov Brijuni Na počátku 14. století se cítila rodina být tak silná, že se postavila Benátkám na přímý odpor. V té době stál v jejím čele Sergius II. da Pola. Povstání však bylo potlačeno a rodina byla roku 1331 donucena opustit Istrii, později obdržela povolení opět vlastnit v Istrii pozemky a jednou ročně je navštívit.
Rodina tedy odešla k již dlouho existující boční linii do italského Trevisa. Později sloužili příslušníci této rodiny ve službách Benátské republiky, která je odměnila titulem hrabě (conte). Rodina se pak dále rozvětvila do několika větví, například do milánské, znovu do istrijské a podobně. Část rodiny se pak přesunula do Svaté říše římské, na jejímž území se usadila.

### Linie Trevízská

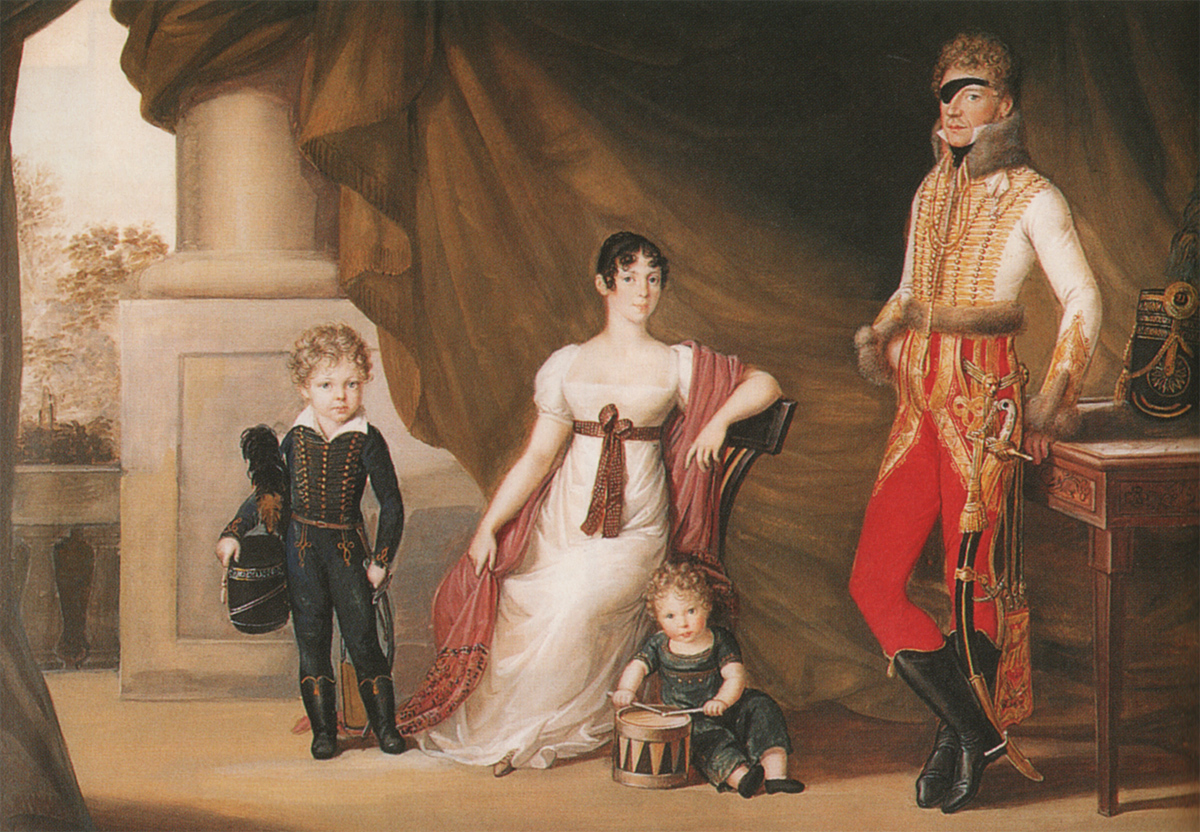
Josef Lanzedelli: Teresa Pola s manželem Adamem Albertem Neippergem a dětmi

Tuto linii založil Nascinguerra I. Jeho syn Bonifacio I., přijal se zbytkem rodiny roku 1271 jméno Castropola. Mezi léty 1269–1283 vykonával významnou funkci starosty města Trevisa. Po roce 1331 se obě linie spojily dohromady. V této době se rodina řadila mezi nejvýznamnější rody v celé oblasti. Sergio III. di Pola proslul jako schopný obchodník a nashromáždil jak v Trevisu, tak v Istrii značný majetek. Jeden z jeho potomků Francesco de Pola studoval právo v Padově, kde roku 1431 obdržel doktorát a papež Evžen IV. ho jmenoval soudcem v Římě a kapitánem římského lidu. Francesco nabyl veliké vážnosti a poté pracoval jak pro benátskou vládu, tak pro obecní vládu města Trevisa. V další generaci na sebe upozornil Bernardino de Pola, který si nechal v Trevisu vystavět krásný palác architektem Pietrem Lombardi. Z kulturního prostředí je též známá Laura da Pola, jelikož roku 1543–1544 namaloval známý malíř Lorenzo Lotto její portrét, který se značně proslavil. Roku 1569 se Sergio da Pola účastnil benátských bojů proti Turkům na Kypru. Jeho bratr Ansoisio da Pola si roku 1575 vzal Lavignii Caetani z mocného římského rodu, ze kterého pocházeli dva papežové a který měl na papežství zvláště ve středověku a raném novověku spolu s rody Colonnů a Orsiniů zcela zásadní vliv. Dalším významným představitelem rodu byl Pietro de Pola, jenž byl roku 1617 pasován na rytíře řádu Svatého Marka, což bylo nejvyšší benátské vyznamenání. V tomto řádu byl i Paolo de Pola, a to od roku 1675. Jeho jmenovec Paolo de Pola se oženil s Isabelle Gonzaga, čímž učinil rodinu příbuznou s mantovskými vévody. Camillo de Pola se zase roku 1721 stal maltézským rytířem. Do dějin rodu se významně zapsal i Paolo Luigi di Pola, osobní přítel císaře Napoleona, který ho dokonce přijel navštívit do jeho paláce v Trevisu. Po Napoleonově pádu se stáhl z veřejného života a věnoval se poezii. Blízce se přátelil s generálem Adamem Albertem Neippergem, manželem své sestry Teresy i jeho pozdější chotí parmskou vévodkyní Marií Luisou. Dne 5. srpna 1819 bylo jeho otci Antonovi di Pola potvrzeno šlechtictví města Treviso, což ho opravňovalo k užívání šlechtického titulu na území habsburské monarchie. Paolův bratr Giovanni Battista Pola byl za loupež a jiné zločiny odsouzen k desetiletému žaláři v Padově, kde zemřel 19. dubna 1834.

### Linie Koperská: Pola-Grisoni
Příbuznost s Castropoly není zcela jistá, ovšem rodinami byla uznávaná. Polové byli v Koperu poprvé zapsáni mezi šlechtu roku 1431. Již předtím, 4. prosince roku 1420, se zde stal Geremia Pola biskupem. Z rodiny pocházel i básník Pietro Pola, který se roku 1567 stal předsedou koperské akademie, roku 1618 velvyslancem, od roku 1620 pak starostou. Jako politik byl oddaný stoupenec Benátské republiky. Posledním členem této rodinné větve byla v Trevisu narozená hraběnka Marianna Pola, která si roku 1808 vzala hraběte Francesca Grisoniho ze staré benátské patricijské rodiny a vytvořila tak rodovou alianci Pola-Grisoni. Ta však nepřežila do další generace, jelikož všechny děti vzešlé z tohoto manželství zemřely. Hrabě Francesco Pola-Grisoni zemřel roku 1841 a poslední z rodiny, hraběnka Marianna Pola-Grisoni roku 1858. Celý svůj majetek přesahující částku milion zlatých a vilu Grisoni odkázala na charitu, především na sirotčinec, který ve vile vznikl.

## Erb
Erb hrabat Polů tvoří tři skosené červené pruhy na stříbrném pozadí (větev Pola-Grisoni měla ve znaku červeného okřídleného grifa držícího v pařátech hada na stříbrném pozadí).

## Známí členové

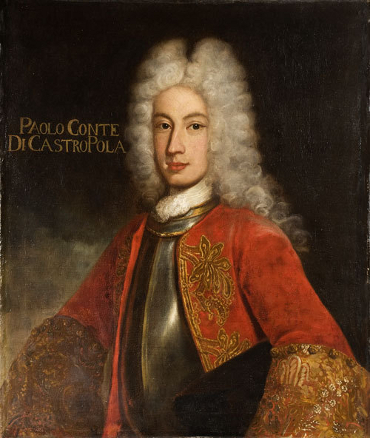
Hrabě Paolo Pola, od roku 1675 rytíř Řádu Svatého Marka

- Monfiorito da Pola, 1265 vrchní soudce markrabství Istrijského
- Nascinguerra da Pola, 1285 vrchní soudce markrabství Istrijského
- Matteo da Pola, 1280 biskup v Pule
- Sergius II. da Pola, generale e capitano perpetuo di Pola, vítěz nad Benátkami v námořní bitvě u Bale roku 1319
- Geremia da Pola, 1420 biskup v Koperu
- Francesco de Pola, doktor práva, soudce města Říma a kapitán římského lidu.
- Laura da Pola, Lorenzo Lotto namaloval roku 1544 její slavný portrét
- Pietro da Pola, básník, od roku 1620 starosta Koperu
- Laura da Pola-Colloredo, od roku 1604 manželka barona Niccola Colloredo, předka knížecí linie Colloredo-Mansfeld
- Francesco Alberti di Pola, 1677 kníže – biskup v Tridentu (příbuznost s rodinou je předpokládána, nikoliv však zcela prokázána)
- Sergio Pola, 1706 titulární biskup ve Famagustě
- Camillo da Pola, 1721 maltézským rytířem, podporovatel Antonia Vivaldiho
- Paolo di Pola, osobní přítel Napoleona Bonaparte, od roku 1807 rytíř řádu železné koruny a "ciambellano della corte del vicere", básník
- Jan Křtitel Pola, svobodný zednář a lupič, zemřel roku 1834 ve vězení
- Teresa Pola, manželka generála Adama Alberta hraběte Neipperga

## Významné objekty spojené s Poly

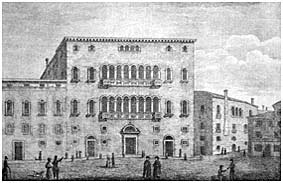
Palác rodu v italském Trevisu

- Castrum Polae – Hrad rodina získala počátkem 13. století od akvilejského patriarchy. Jednalo se o obrannou pevnost Puly a zároveň pohodlné panské sídlo. Hrad byl dobyt a zbořen Benátčany roku 1335.
- Palazzo Pola – Raně renesanční palác byl příkladem díla benátského architekta Pietra Lobmarda. Byl postaven roku 1492 na Piazza dei Sergi (dnes piazza Pola) v Trevisu. Byla v něm hostěna řada významných osob včetně Napoleona Bonaparte. Palác byl zbořen roku 1835 a na jeho místě dnes stojí pobočka Italské banky.
- Barcon – Zámecký komplex v Barconu byl dílem benátského mistra Giorgia Massariho. Zámek měl každého návštěvníka ohromit, což se prý také dařilo.[7] Stavba byla započata roku 1718, ovšem roku 1861 byla většina areálu zbořena, protože nikdo neměl dostatek prostředků na provoz.

## Galerie

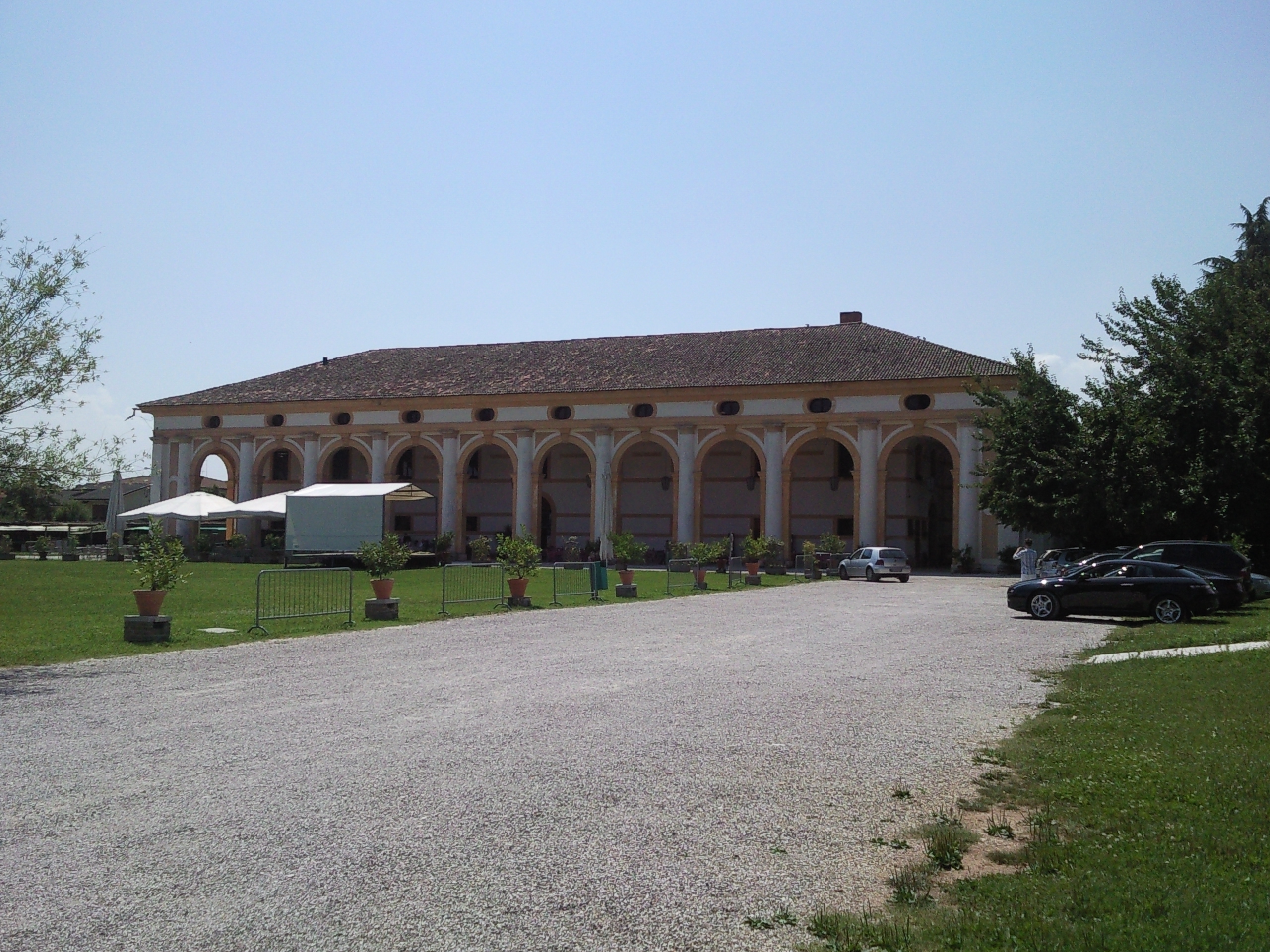
Barchessa Villa Pola.
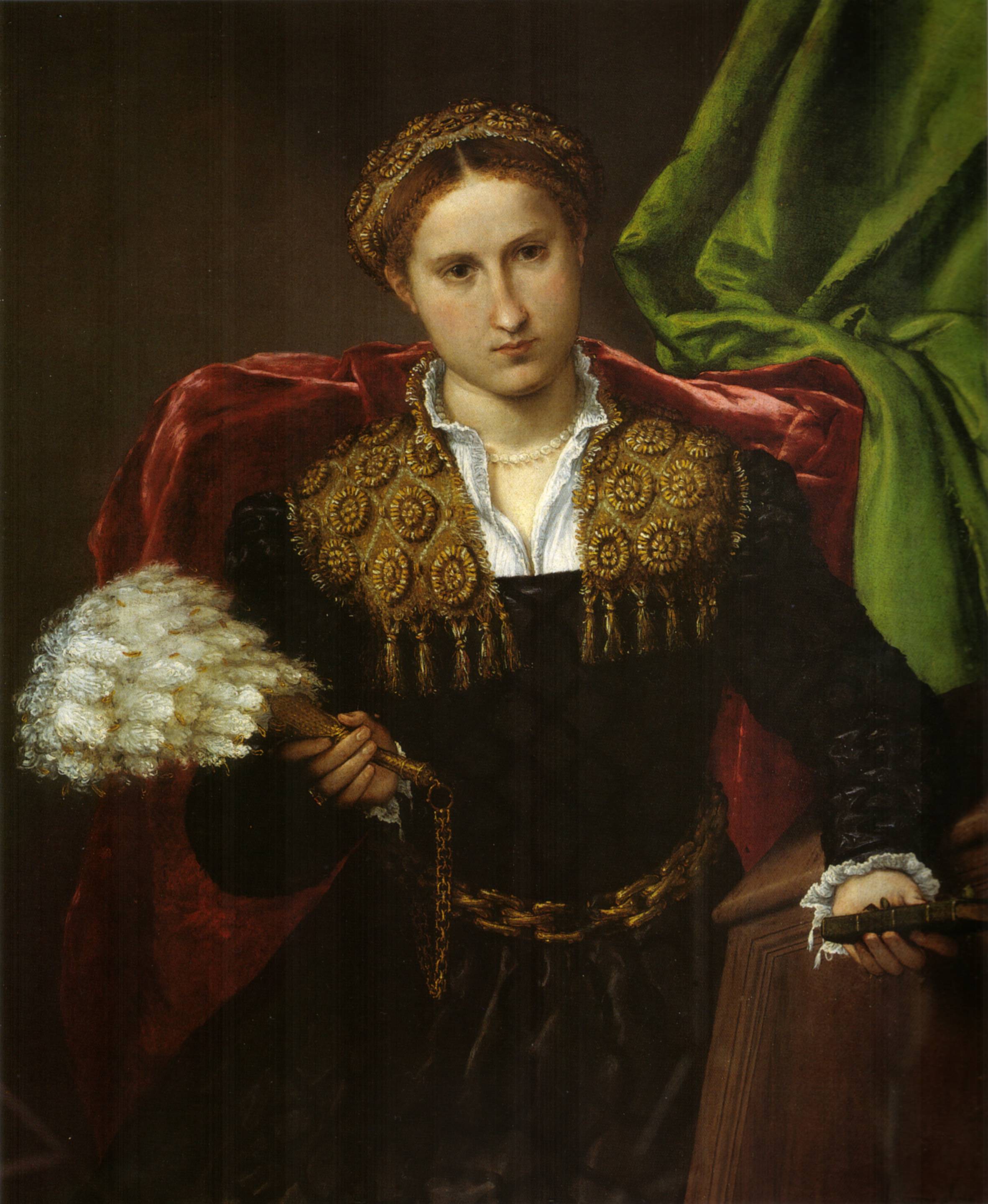
Laura da Pola, portrét vyhotovený Lorenzem Lottem roku 1544.